# نیلوفر آبی سفید
 نیلوفر آبی سفید(نام علمی: Nymphaea alba) نام یک گونه از سرده نیلوفر آبی است.
نام فارسی: نیلوفر آبی سفید
نام علمی: Nymphaea alba
نام انگلیسی: White Lotus
خانواده: نیلوفرآبیان (Nymphaeaceae
رویشگاه: در تالاب‌های آب شیرین شامل استخرها، دریاچه‌ها، کانال‌های بزرگ آب، مرداب‌ها، باتلاق‌ها و مرداب‌های رودخانه‌ای یافت می‌شود.
پراکندگی جهانی: گونه‌ای فراوان و دارای پراکندگی وسیع است که تقریباً در تمام مناطق رویشی جهان یافت می‌شود. در واقع گونه‌ای جهان وطن (Cosmopolitan) محسوب می‌شود.
نیلوفر آبی سفید ایرانی با نام علمی (Nymphaea alba) به راسته لاله‌های آبی تعلق دارد. زیرگونه خاصی از آن به‌نام نیلوفر آبی سفید ایرانی وجود دارد که در مصر، ایران و برخی از کشورهای آسیایی یافت می‌شود. نیلوفر آبی یا لاله آبی (Water Lily or Lotus) نام عمومی برای اغلب اعضای خانواده لاله آبی (Nymphaeacea) است.
گیاهی چند ساله و خزان پذیر است و جزء گروه مقاوم به سرما است. این گونه اغلب در نقاط مردابی و باتلاق‌های آبدار و گاهی در کنار دریاچه‌ها در استان‌های گیلان، مازندران، کردستان، کرمانشاه و خوزستان می روید.
نیلوفرآبی سفید در آب‌هایی با عمق 150-30 سانتیمتر رشد می‌کند و برگ‌های آن در دایره‌ای به قطر 150 تا سانتیمتر هم پراکنده شود.
اندازه برگ‌های آن بین ده تا 30 سانتی‌متر و اندازه گل آن از ده‌تا 20 سانتی‌متر متغیر است. گیاهی آبزی است. ریشه‌های این گیاه آبزی درون رسوبات گلی بستر تالاب جای دارد. برگ‌هایی بزرگ و شناور دارد. سطح بالایی برگ‌ها سبز تیره و سطح زیرین متمایل به قرمز است. گل‌ها شناور و گلبرگ‌ها سفید یا کمی متمایل به صورتی است. ساقه‌هایی به رنگ زرد درخشان دارد. دانه‌ها که به مقدار زیاد تولید می‌شوند صاف و به رنگ سبز زیتونی هستند.
نیلوفر آبی سفید ایرانی گیاهی آبزی است و بین ماه‌های اردیبهشت تا شهریور گل می‌دهد. زمان گل‌دهی آن به ارتفاع تالاب، عرض جغرافیایی و اقلیم آن بستگی دارد. زنبورها، مگس‌ها و سوسک‌ها به گل‌های نیلوفر آبی سفید جذب می‌شوند اما گل‌ها اغلب از طریق «خودلقاحی» بارور می‌شوند. اندازه برگ‌های آن متغیر و بسیار گوناگون است و جمعیت موجود در آب‌های فقیر از نظر مواد مغذی از اندازه‌های متوسط کوچک‌تر هستند. این کوچکی در نسل‌های متمادی ادامه خواهد داشت و بعد از غنی شدن زیستگاه اولیه برای نسل‌ها کوچک باقی می‌مانند.

## نگارخانه

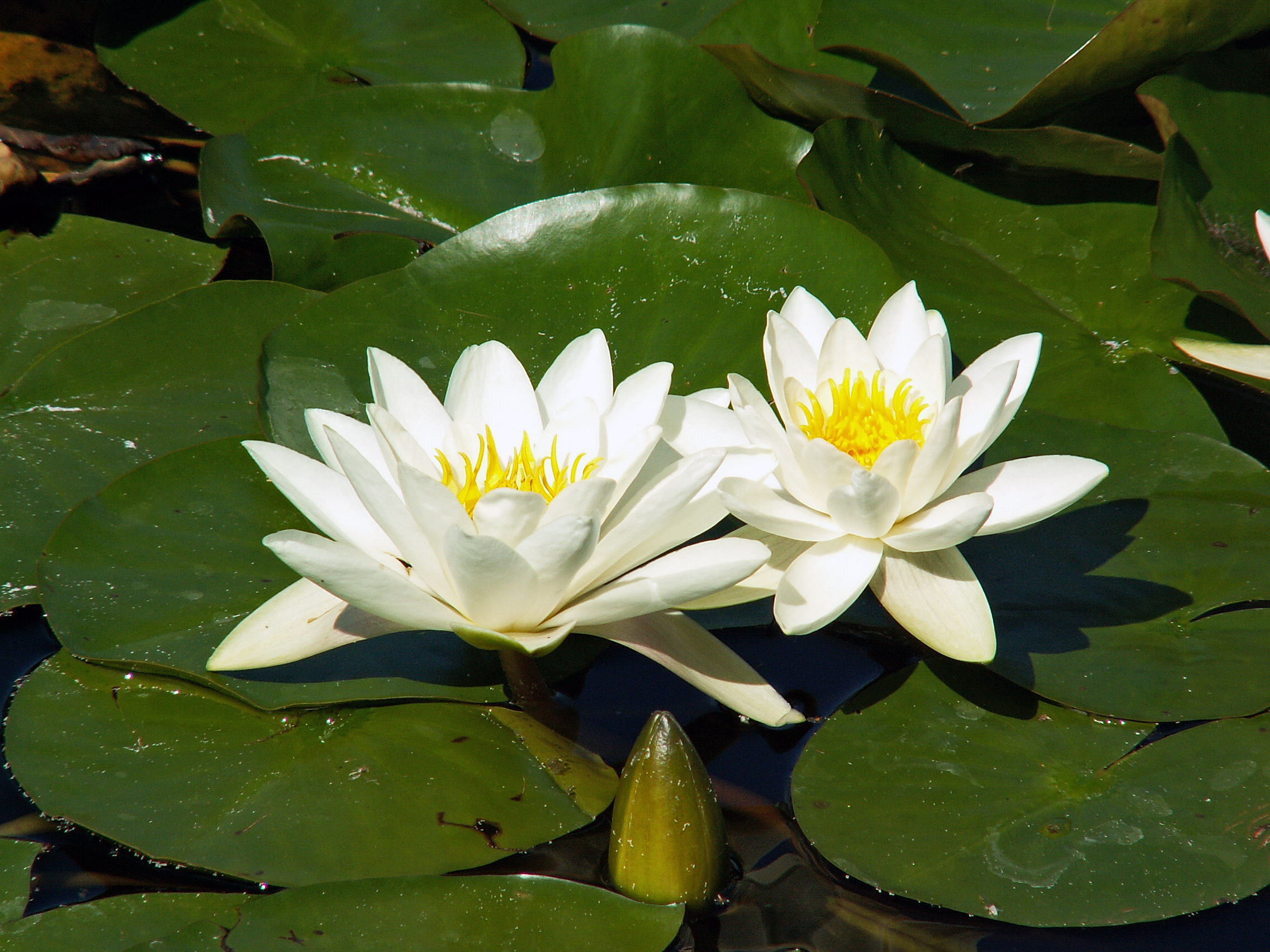
نیلوفر آبی سفید
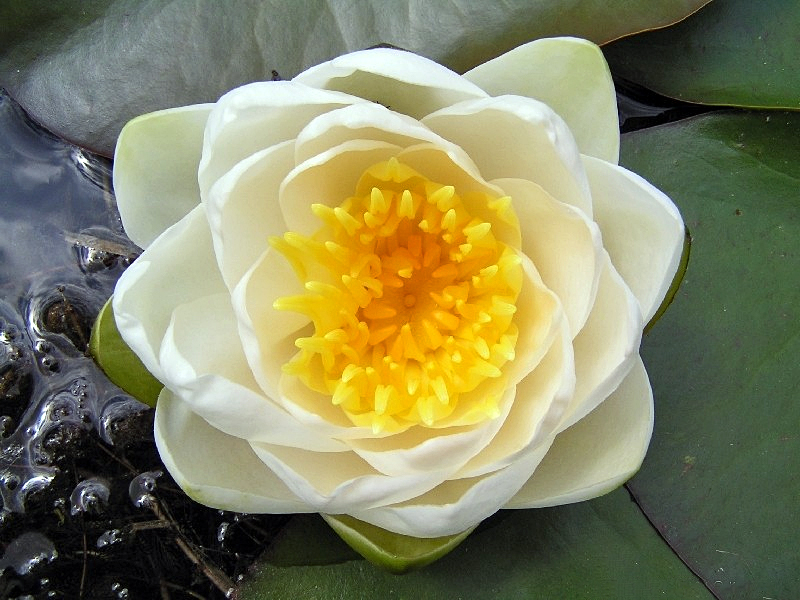
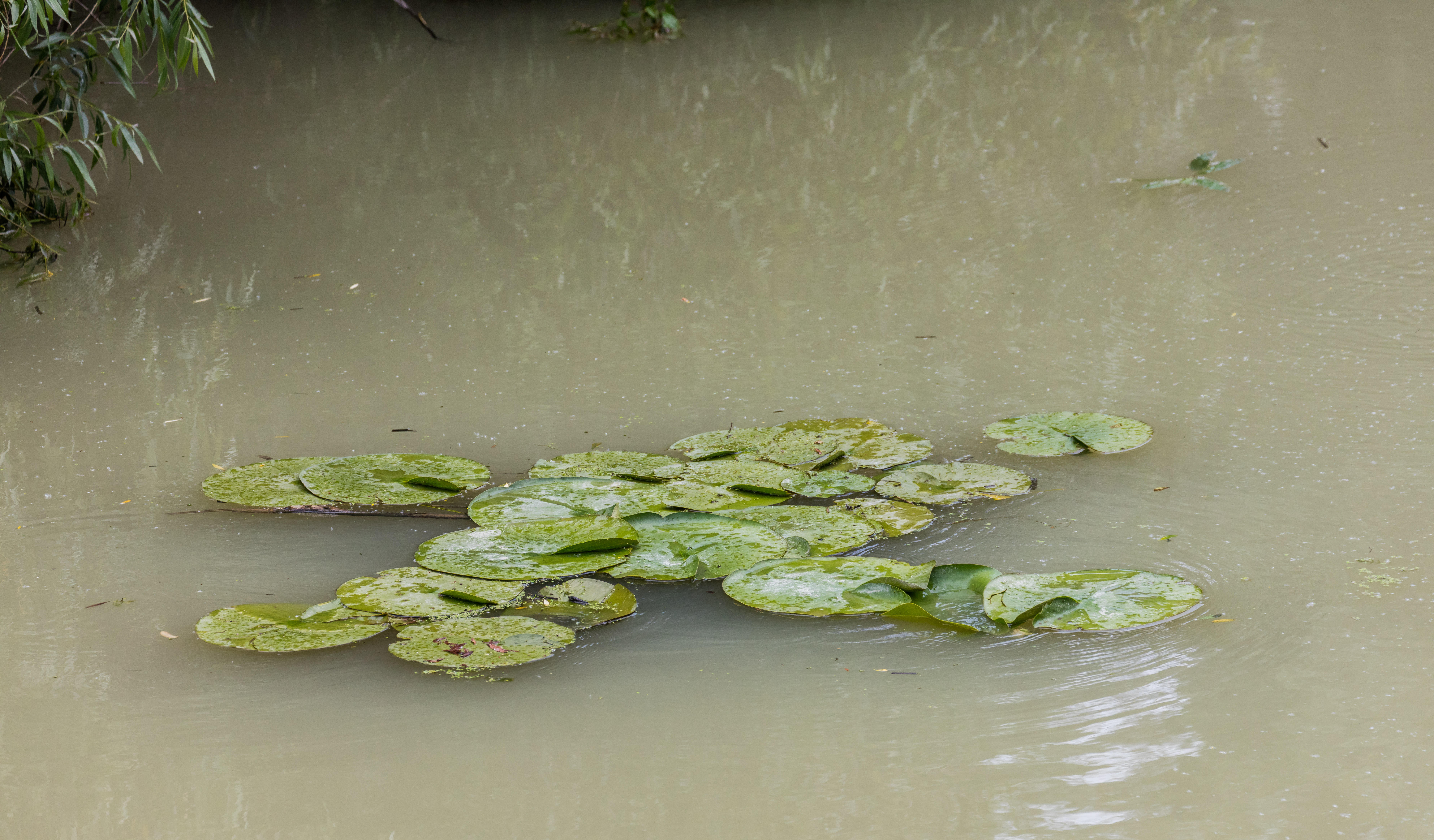